# São João da Talha
São João da Talha era una freguesia portuguesa del municipio de Loures, distrito de Lisboa.

## Historia
Fue suprimida el 28 de enero de 2013, en aplicación de una resolución de la Asamblea de la República portuguesa promulgada el 16 de enero de 2013 al unirse con las freguesias de Bobadela y Santa Iria de Azoia, formando la nueva freguesia de Santa Iria de Azoia, São João da Talha e Bobadela.